# Ruppellia atlantica
Ruppellia atlantica är en tvåvingeart som beskrevs av Frey 1936. Ruppellia atlantica ingår i släktet Ruppellia och familjen stilettflugor.
Artens utbredningsområde är Kanarieöarna. Inga underarter finns listade i Catalogue of Life.